# Pseudochthonius biseriatus
Espèce
Pseudochthonius biseriatus est une espèce de pseudoscorpions de la famille des Chthoniidae.

## Distribution
Cette espèce est endémique du Minas Gerais au Brésil. Elle se rencontre dans la grotte Gruta Olhos d'Água à Itacarambi.

## Publication originale
- Mahnert, 2001 : Cave-dwelling pseudoscorpions (Arachnida, Pseudoscorpiones) from Brazil. Revue Suisse de Zoologie, vol. 108, no 1, p. 95-148 (texte intégral).